# Jackson Hole

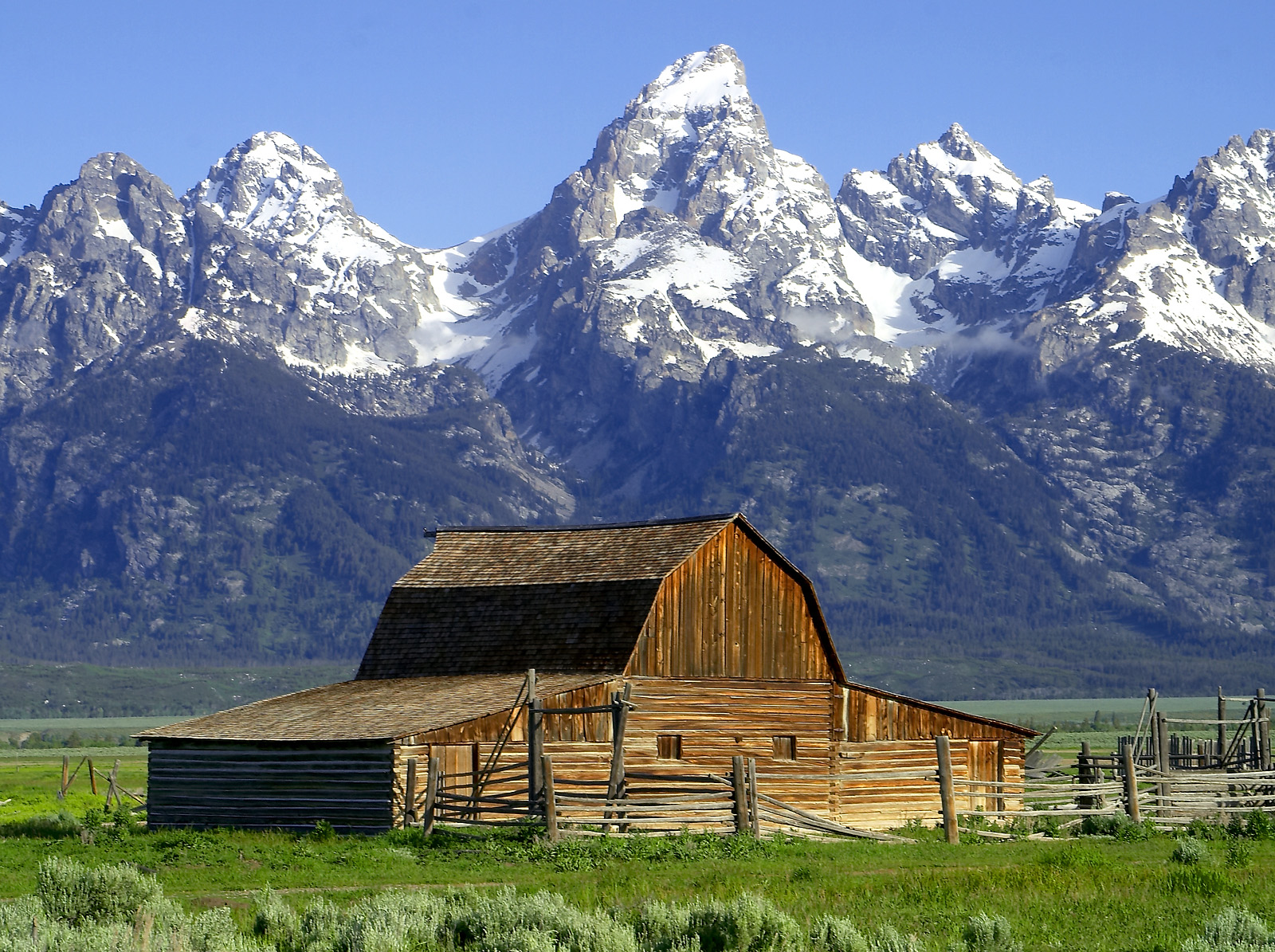
Jackson Hole

Jackson Hole, ursprungligen Jackson's Hole, är en dal i Teton County i delstaten Wyoming i USA, nära delstatens gräns mot Idaho.
Här hålls årligen ett ekonomimöte (Jackson Hole Economic Symposium) vid Jackson Lake Lodge sedan 1982.
Den största staden i dalen är Jackson, som även är huvudort i Teton County, och 20 km nordväst om Jackson ligger den populära vintersportorten Jackson Hole Mountain Resort.

## Historia
Dalens centralort Jackson namngavs 1893 av Margaret Simpson som vid denna tid hanterade posten i sitt hem då det ännu inte fanns något postkontor. Genom att en postort grundades kunde post skickas ända fram hit från östkusten. Namnet togs från pälsjägaren David Edward "Davy" Jackson, en av delägarna i firman Smith, Jackson & Sublette. Jackson hade irländska och skotska rötter och var en av de första europeiskättade amerikanerna som övervintrade i dalen. Staden Jackson fick kommunalt självstyre 1914. 
Dalen användes av ursprungsamerikaner för jakt och ceremonier men det finns inga kända spår av året runt-bosättningar före 1870-talet. Beskrivningar av dalen och dess landmärken finns i John Colters dagböcker, en medlem av Lewis och Clark-expeditionen. Efter att ha återvänt till Klippiga bergen kom Colter in i dalen i närheten av Togwoteepasset 1807, och blev då den förste europeiskättade amerikanen att besöka dalen. Hans berättelser om dalen, Teton Range och Yellowstoneregionen norrut sågs med stor skepticism i samtiden. De första att permanent slå sig ner i dalen var ursprungsamerikaner, därefter kom pälsjägare och slutligen bosättare. På grund av den dåliga odlingsjorden i området kom dalen främst att användas som betesmark för boskap, och rancherna kom också tidigt att bli turistmål för betalande besökare.

## Orter
Den enda staden med kommunalt självstyre i dalen är staden Jackson, Wyoming, belägen vid dalens södra ände. Mindre orter i dalen är bland andra Hoback, Kelly, Moose, Moran Junction och Wilson. Väster om staden Jackson ligger Tetonpasset som sammanbinder dalen med Alta på den västra sidan av Grand Tetons, samt längre bort orterna Victor och Driggs i Idaho. Detta område är historiskt känt som Pierre's Hole och var plats för Rocky Mountain Rendezvous 1832. 
Dalen används av vapitihjortar som betesmark och slädturer arrangeras för turister. Tilll de största turistattraktionerna i regionen räknas vintersportanläggningarna Jackson Hole Mountain Resort, Snow King och Grand Targhee, samt nationalparkerna Grand Teton och Yellowstone.

## Geografi
Jackson Hole-dalen bildas av de två bergskedjorna Teton Range i väster och Gros Ventre Range i öster. Grand Teton nationalpark ligger i den nordvästra delen av dalen och omfattar stora delar av Teton Range och Jackson Lake. Staden Jackson, Wyoming ligger vid dalens södra ände. Vid U.S. Route 26 ligger "Glacier View Turnout" med utsikt över Tetonglaciären på Grand Tetons norra sida och National Elk Refuge, hemvist för världens största hjord av vapitihjortar. Floden Snake River rinner genom hela dalen från källan i Yellowstone nationalpark i norr till mynningen av Snake River Canyon vid dalens södra ände. Ett känt landmärke är Blacktail Butte. Dalens genomsnittliga höjd är mer än 2000 meter över havsnivån. 
Den höga altituden och de branta bergssluttningarna på alla sidor av dalen kan leda till mycket låga temperaturer på stilla vinternätter, då värmeutstrålning från snötäckt mark kyler luften nära marken, varefter den kalla luften strömmar nedåt i dalen på grund av den högre densiteten. År 1993 ledde denna effekt i kombination med en kraftig köldknäpp till att morgonens minimitemperatur sjönk ned till −49 °C i dalen (−56 °F), vilket officiellt registrerades av USA:s National Weather Service. Wyomings officiella köldrekord uppmättes i Moran 1933, −54 °C (−66 °F). Sommartemperaturerna varierar mellan varma och milda till följd av de omgivande bergen.

### Fotnoter
1. ↑  Zeitlin, Matthew (31 augusti 2012). ”Summer camp for bankers”. The Daily Beast. http://www.thedailybeast.com/articles/2012/08/31/ben-bernanke-top-bankers-economists-flock-to-jackson-hole-for-policy-meeting.html. Läst 23 mars 2013.
2. ↑  Wiseman, Paul (30 augusti 2012). ”Why world markets focus on tiny Jackson Hole, Wyo.”. USA Today. http://usatoday30.usatoday.com/money/economy/fed/story/2012-08-30/federal-reserve-jackson-hole-history/57440674/1. Läst 23 mars 2013.
3. ↑  Hays, Carl D. W. (1983). ”David E. Jackson”. i Leroy R. Hafen. Trappers of the Far West: Sixteen Biographical Sketches. Lincoln: University of Nebraska Press. sid. 80–81. ISBN 0-8032-7218-9. https://books.google.com/books?id=nPWRJunOPysCoriginally published in Leroy R. Hafen, red (1972). Mountain Men and Fur Traders of the Far West vol. IX. Glendale: The Arthur H Clark Company
4. ↑  Mattes, Merrill J.. ”Grand Teton NP/Yellowstone NP: Colter's Hell and Jackson's Hole (Chapter 6)”. Colter's Hell and Jackson's Hole. Yellowstone Library and Museum Association, and Grand Teton Natural HIstory Association, in cooperation with National Park Service. http://www.nps.gov/parkhistory/online_books/grte1/chap6.htm. Läst 22 maj 2013.